# 훠궈

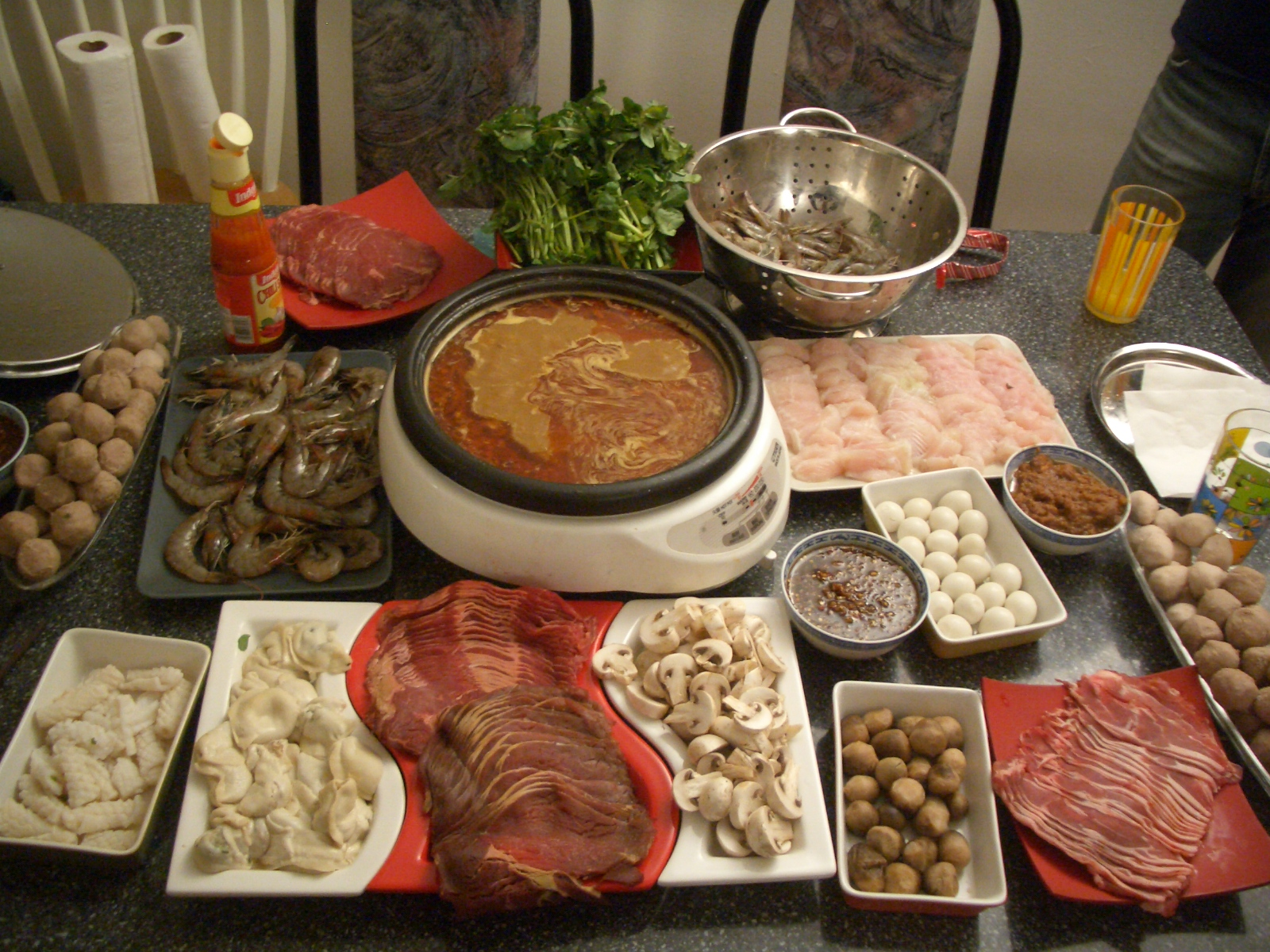
잘 차려진 훠궈

훠궈(중국어 간체자: 火锅, 정체자: 火鍋, 병음: huǒguō, 한자음: 화과)는 얇게 썬 고기나 해산물, 채소 등을 끓는 밑국물에 넣어 살짝 익혀 소스에 찍어 먹는 중국 요리이다. 마카오와 홍콩에서는 다빈로(광둥어: 打邊爐)라 부르며, 베트남에서는 러우(베트남어: lẩu)로, 서양에서는 핫 팟(hot pot)으로도 알려져 있다

## 개요
중국의 훠궈는 진한 밑국물을 끓이며 얇게 썬 양고기를 살짝 익혀서 먹는다. 양고기 대신에 쇠고기나 생선을 넣기도 한다. 또한 야채도 살짝 데쳐서 먹기도 한다. 육수는 쇠고기나 돼지고기 또는 닭을 우려낸 내장탕에 가까운 것에서 타이식 카레맛 육수까지 다양하다. 훠궈는 사천, 중경 지역에서 발달한 요리이다. 가장 대표적인 훠궈는 중경 훠궈로, 트어라라는 고추를 육수에 넣어 매콤하게 한다. 원앙 훠궈는 육수통을 2개로 나누어 매운 맛과 담백한 맛을 함께 맛보게 해준다. 채소로는 콩나물, 배추, 감자, 고구마, 옥수수 등을 사용한다. 소스는 마장이라고 불리는 땅콩소스가 가장 대중적이며, 여러 가지 소스가 특색을 내게 해 준다.

## 훠궈의 기원
훠궈의 기원은 오래 전 몽골과 신장 주변에 살던 유목민들이 끓는 물에 양고기를 익혀 먹던 음식 문화가 한족들에게 전해지면서 펄펄 끓는 냄비 속에 다양한 식재료를 넣어 익혀 먹는 오늘날의 모습으로 정착되게 된 것이다.

## 지역별 훠궈의 특징

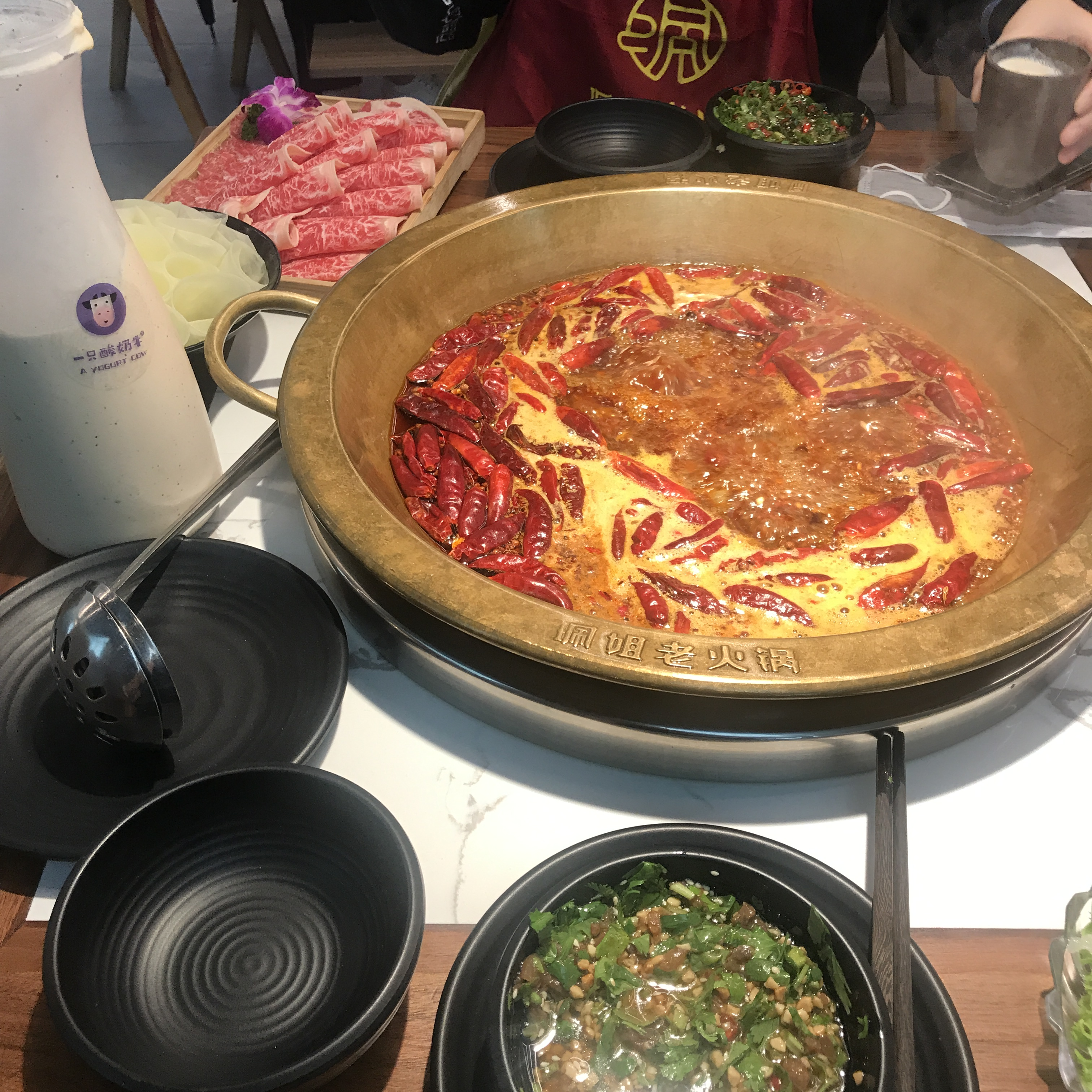
고추 기름이 들어간 훠궈

베이징 지역에는 양고기가 주재료로 쓰이고, 맑은 육수를 사용한다. 그리고 겨울에는 '양셰즈훠궈'라는 찌개 형태의 훠궈를 먹는다. 둥베이 지역에서는 쏸촤이(백김치)가 훠궈를 만드는 데 사용된다. 촨위 지역은 중국 남서부에 위치한 매운 맛의 본고장으로, 고추 기름이 들어간 매운 훠궈는 이곳에서 시작됐다. 광둥 지역은 해산물 훠궈가 유명하다. 사천 지역은 훠궈에 죽순, 생선 야위, 내장, 버섯 등을 훠궈에 넣어서 먹는 것이 특징이다.

## 같이 보기
- 샤부샤부
- 마라탕